# Aditmari
Aditmari är ett underdistrikt i Bangladesh. Det ligger i den norra delen av landet, 270 kilometer norr om huvudstaden Dhaka.
Trakten runt Aditmari består till största delen av jordbruksmark. Runt Aditmari är det mycket tätbefolkat, med 1 177 invånare per kvadratkilometer.